# 奥约斯德米格尔穆尼奥斯
奥约斯德米格尔穆尼奥斯，是西班牙卡斯蒂利亚-莱昂阿维拉省的一个市镇。 总面积12km2, 总人口48人（2001年），人口密度4人/km2。